# Larry Azouni
Larry Azouni, né le 23 mars 1994 à Marseille en France, est un footballeur international tunisien qui évolue au poste de milieu relayeur à Dibba Al-Hisn. Il possède également la nationalité française.
Finaliste de l'Euro des moins de 19 ans avec l'équipe de France des moins de 19 ans en 2013, il participe avec la Tunisie à la CAN 2017.

## Biographie

### Olympique de Marseille
Larry Azouni est né à Marseille en 1994 et dispose de la double nationalité franco-tunisienne. Il fait ses débuts au football au FC Burel en 2000 puis effectue sa formation à l'Olympique de Marseille à partir de 2006.
Larry Azouni fait ses débuts professionnels le 6 décembre 2012 en Ligue Europa face à l'AEL Limassol, en remplaçant Kassim Abdallah à la 74e minute de jeu lors d'une défaite trois buts à zéro.
Le 2 septembre 2013, Larry Azouni est prêté au FC Lorient par l'Olympique de Marseille pour un an avec option d'achat. Il arrive au club breton en compagnie de son coéquipier Rafidine Abdullah, tandis que le Lorientais Mario Lemina effectue le trajet inverse. Il est expulsé dès son premier match avec les merlus le 4 octobre 2013 face au SC Bastia, huit minutes après son entrée en jeu. Il est titulaire trois semaines plus tard, en coupe de la Ligue contre le FC Nantes, puis entre en jeu à deux reprises en championnat et en coupe de France. Après seulement quatre matchs en une saison, l'option d'achat n'est pas levée.

### Nîmes Olympique
Le 7 juillet 2014, il quitte définitivement l'Olympique de Marseille et prend la direction de la Ligue 2 en rejoignant le Nîmes Olympique pour quatre ans. Le 1er août suivant, il joue son premier match en rentrant en jeu à une minute du temps additionnel contre le SCO d'Angers. Il prend part à quatorze rencontres lors de sa première saison au club.
La saison suivante, il devient un titulaire indiscutable et marque son premier but professionnel lors de la vingtième journée de Ligue 2 contre le Stade brestois lors d'une victoire deux buts à zéro avant de marquer à nouveau deux semaines plus tard lors d'une victoire contre l'AS Nancy. Il trouve enfin sa place dans l'équipe nîmoise et prend part à 35 rencontres toutes compétitions confondues. La saison 2016-2017 est du même acabit : toujours indiscutable, il prend part à 32 rencontres et marque deux buts marqués à trois jours d'intervalle contre les Chamois niortais et le Tours FC.

### KV Courtrai
Le 1er août 2017, il signe pour le club belge du KV Courtrai qui évolue en Jupiler League. Lors de la première saison au club, il est d'abord remplaçant mais gagne peu à peu une place de titulaire au sein du club belge. Parfois utilisé comme arrière droit voire ailier, il prend part à 23 rencontres toutes compétitions confondues et marque deux buts, lors d'une victoire contre le RSC Anderlecht en championnat et lors des demi-finales de coupe de Belgique contre KRC Genk, match finalement perdu malgré une victoire trois buts à deux à l'aller puis une défaite un but à zéro lors du match retour.
La saison suivante, il trouve une place de titulaire au poste d'arrière latéral droit et prend part à 32 rencontres toutes compétitions confondues.
Lors de la saison 2019-2020, il retrouve du temps de jeu au poste de milieu de terrain en étant régulièrement utilisé aux postes de milieu défensif ou milieu relayeur. Son club est à nouveau éliminé en demi-finale de la coupe de Belgique comme deux ans auparavant, cette fois éliminé par le Royal Antwerp, un but à zéro lors du match retour après un match nul à l'aller.

### CD Nacional
Le 5 août 2020, il rejoint le club portugais du CD Nacional pour trois saisons. Le 19 septembre, il joue son premier match en remplaçant Vincent Koziello à la 74e minute de jeu contre le Boavista FC lors d'un match nul trois buts partout.

### En sélection nationale
Larry Azouni commence sa carrière internationale en 2010 en disputant deux matchs avec l'équipe de Tunisie des moins de 16 ans.
Il dispute son premier match avec l'équipe de France des moins de 18 ans en étant titularisé le 7 février 2012 face à la Grèce, il est remplacé à la mi-temps par Rafidine Abdullah lors d'une défaite trois buts à deux.
Le 8 septembre, il obtient sa première sélection parmi les moins de 19 ans français en remplaçant Kévin Rodrigues face à la Suisse à la 86e minute de jeu. Le 3 juillet 2013, il est sélectionné par Francis Smerecki afin de participer à l'Euro 2013 des moins de 19 ans. Après un début de tournoi difficile, les Bleuets éliminent l'Espagne en demi-finale et se qualifient pour la finale face à la Serbie grâce à des buts de Yassine Benzia et Antoine Conte. La France s'incline un but à zéro en finale qu'il dispute dans son intégralité.
Le 2 octobre 2014, il est sélectionné par Nizar Khanfir en équipe de Tunisie espoirs afin d'assister à un stage de préparation des Jeux olympiques de 2016 et d'affronter l'équipe du Maroc espoirs lors de deux confrontations amicales qui auront lieu les 10 et 15 octobre.
Le 2 mars 2016, Larry Azouni annonce sur son compte Twitter officiel avoir donné son accord définitif à la Fédération tunisienne de football et qu'il est convoqué en équipe de Tunisie pour la double rencontre face au Togo qui a lieu les 25 et 29 mars dans le cadre des éliminatoires de la coupe d'Afrique 2017. Il entre en jeu lors des deux rencontres.
Il fait partie de la liste des 23 Tunisiens qui participe à la CAN 2017 lors de laquelle la Tunisie est éliminée en quarts de finale. Il prend part à deux rencontres de groupes, en étant titulaire contre le Sénégal et en entrant en jeu contre le Zimbabwe.

## Statistiques

### Statistiques détaillées
| Saison                | Club                   | Championnat           | Championnat | Championnat | Championnat | Coupe nationale | Coupe nationale | Coupe nationale | Coupe de la Ligue | Coupe de la Ligue | Coupe de la Ligue | Supercoupe | Supercoupe | Supercoupe | Compétition(s) continentale(s) | Compétition(s) continentale(s) | Compétition(s) continentale(s) | Compétition(s) continentale(s) | Total | Total | Total |
| Saison                | Club                   | Division              | M.          | B.          | P.d.        | M.              | B.              | P.d.            | M.                | B.                | P.d.              | M.         | B.         | P.d.       | Comp.                          | M.                             | B.                             | P.d.                           | M.    | B.    | P.d.  |
| 2012-2013             | Olympique de Marseille | Ligue 1               | -           | -           | -           | -               | -               | -               | -                 | -                 | -                 | -          | -          | -          | C3                             | 1                              | 0                              | 0                              | 1     | 0     | 0     |
| 2013-2014             | FC Lorient (prêt)      | Ligue 1               | 2           | 0           | 0           | 1               | 0               | 0               | 1                 | 0                 | 0                 | -          | -          | -          | -                              | -                              | -                              | -                              | 4     | 0     | 0     |
| 2014-2015             | Nîmes Olympique        | Ligue 2               | 11          | 0           | 0           | 2               | 0               | 0               | 1                 | 0                 | 0                 | -          | -          | -          | -                              | -                              | -                              | -                              | 14    | 0     | 0     |
| 2015-2016             | Nîmes Olympique        | Ligue 2               | 33          | 2           | 1           | 1               | 0               | 0               | 1                 | 0                 | 0                 | -          | -          | -          | -                              | -                              | -                              | -                              | 35    | 2     | 1     |
| 2016-2017             | Nîmes Olympique        | Ligue 2               | 31          | 2           | 3           | -               | -               | -               | 1                 | 0                 | 0                 | -          | -          | -          | -                              | -                              | -                              | -                              | 32    | 2     | 3     |
| Sous-total            | Sous-total             | Sous-total            | 75          | 4           | 4           | 3               | 0               | 0               | 3                 | 0                 | 0                 | -          | -          | -          | -                              | -                              | -                              | -                              | 81    | 4     | 4     |
| 2017-2018             | KV Courtrai            | Division 1A           | 18          | 1           | 3           | 5               | 1               | 0               | -                 | -                 | -                 | -          | -          | -          | -                              | -                              | -                              | -                              | 23    | 2     | 3     |
| 2018-2019             | KV Courtrai            | Division 1A           | 29          | 0           | 2           | 3               | 0               | 0               | -                 | -                 | -                 | -          | -          | -          | -                              | -                              | -                              | -                              | 32    | 0     | 2     |
| 2019-2020             | KV Courtrai            | Division 1A           | 17          | 0           | 0           | 4               | 0               | 0               | -                 | -                 | -                 | -          | -          | -          | -                              | -                              | -                              | -                              | 21    | 0     | 0     |
| Sous-total            | Sous-total             | Sous-total            | 64          | 1           | 5           | 12              | 1               | 0               | -                 | -                 | -                 | -          | -          | -          | -                              | -                              | -                              | -                              | 76    | 2     | 5     |
| 2020-2021             | CD Nacional            | Primeira Liga         | 27          | 0           | 3           | 3               | 0               | 0               | -                 | -                 | -                 | -          | -          | -          | -                              | -                              | -                              | -                              | 30    | 0     | 3     |
| 2021-2022             | Club africain          | Ligue Pro 1           | 22          | 0           | 1           | 4               | 0               | 0               | -                 | -                 | -                 | -          | -          | -          | -                              | -                              | -                              | -                              | 26    | 0     | 1     |
| 2022-2023             | Club africain          | Ligue Pro 1           | 17          | 2           | 0           | 2               | 0               | 1               | -                 | -                 | -                 | -          | -          | -          | C3                             | 4                              | 0                              | 0                              | 23    | 2     | 1     |
| Sous-total            | Sous-total             | Sous-total            | 39          | 2           | 1           | 6               | 0               | 1               | -                 | -                 | -                 | -          | -          | -          | -                              | 4                              | 0                              | 0                              | 49    | 2     | 2     |
| 2023-2024             | Al-Faisaly FC          | First Division League | 28          | 1           | 1           | 2               | 0               | 0               | -                 | -                 | -                 | -          | -          | -          | -                              | -                              | -                              | -                              | 30    | 1     | 1     |
| 2024-2025             | ES Tunis               | Ligue Pro 1           | 12          | 0           | 1           | 2               | 2               | 0               | -                 | -                 | -                 | 1          | 0          | 0          | C1                             | 4                              | 0                              | 0                              | 19    | 2     | 1     |
| 2025-2026             | Dibba Al-Hisn          | Second Division       | -           | -           | -           | -               | -               | -               | -                 | -                 | -                 | -          | -          | -          | -                              | -                              | -                              | -                              | 0     | 0     | 0     |
| Total sur la carrière | Total sur la carrière  | Total sur la carrière | 247         | 8           | 15          | 29              | 3               | 1               | 4                 | 0                 | 0                 | 1          | 0          | 0          | -                              | 9                              | 0                              | 0                              | 290   | 11    | 16    |

### En sélection nationale
| Saison                | Sélection             | Phases finales        | Phases finales | Phases finales | Phases finales | Éliminatoires | Éliminatoires | Éliminatoires | Matchs amicaux | Matchs amicaux | Matchs amicaux | Total | Total | Total |
| Saison                | Sélection             | Compétition           | M              | B              | Pd             | M             | B             | Pd            | M              | B              | Pd             | M     | B     | Pd    |
| --------------------- | --------------------- | --------------------- | -------------- | -------------- | -------------- | ------------- | ------------- | ------------- | -------------- | -------------- | -------------- | ----- | ----- | ----- |
| 2015-2016             | Tunisie               | -                     | -              | -              | -              | 2             | 0             | 0             | -              | -              | -              | 2     | 0     | 0     |
| 2016-2017             | Tunisie               | CAN 2017              | 2              | 0              | 0              | -             | -             | -             | 5              | 0              | 0              | 7     | 0     | 0     |
| 2018-2019             | Tunisie               | -                     | -              | -              | -              | -             | -             | -             | 1              | 0              | 0              | 1     | 0     | 0     |
| Total sur la carrière | Total sur la carrière | Total sur la carrière | 2              | 0              | 0              | 2             | 0             | 0             | 6              | 0              | 0              | 10    | 0     | 0     |

### Liste des matchs internationaux
| Matchs internationaux de Larry Azouni | Matchs internationaux de Larry Azouni | Matchs internationaux de Larry Azouni          | Matchs internationaux de Larry Azouni | Matchs internationaux de Larry Azouni | Matchs internationaux de Larry Azouni | Matchs internationaux de Larry Azouni                                 |
|                                       | Date                                  | Lieu                                           | Adversaire                            | Résultats                             | Compétitions                          | Notes                                                                 |
| ------------------------------------- | ------------------------------------- | ---------------------------------------------- | ------------------------------------- | ------------------------------------- | ------------------------------------- | --------------------------------------------------------------------- |
| 1.                                    | 25 mars 2016                          | Stade Mustapha-Ben-Jannet, Monastir, Tunisie   | Togo                                  | 1 - 0                                 | Éliminatoires de la CAN 2017          | Rentre en jeu à la 89e minute à la place de Mohamed Larbi.            |
| 2.                                    | 29 mars 2016                          | Stade de Kégué, Lomé, Togo                     | Togo                                  | 0 - 0                                 | Éliminatoires de la CAN 2017          | Rentre en jeu à la 89e minute à la place de Mohamed Ali Moncer.       |
| 3.                                    | 15 novembre 2016                      | Stade olympique de Gabès, Gabès, Tunisie       | Mauritanie                            | 0 - 0                                 | Match amical                          | Titulaire et remplacé par Abdelkader Oueslati à la 78e minute de jeu. |
| 4.                                    | 4 janvier 2017                        | Stade olympique d'El Menzah, Tunis, Tunisie    | Ouganda                               | 2 - 0                                 | Match amical                          | Titulaire.                                                            |
| 5.                                    | 8 janvier 2017                        | Stade international du Caire, Le Caire, Égypte | Égypte                                | 1 - 0                                 | Match amical                          | Rentre en jeu à la 16e minute à la place de Wahbi Khazri.             |
| 6.                                    | 15 janvier 2017                       | Stade de Franceville, Franceville, Gabon       | Sénégal                               | 0 - 2                                 | CAN 2017                              | Titulaire et remplacé par Wahbi Khazri à la 46e minute de jeu.        |
| 7.                                    | 23 janvier 2017                       | Stade d'Angondjé, Libreville, Gabon            | Zimbabwe                              | 2 - 4                                 | CAN 2017                              | Rentre en jeu à la 83e minute à la place de Naïm Sliti.               |
| 8.                                    | 24 mars 2017                          | Stade Mustapha-Ben-Jannet, Monastir, Tunisie   | Cameroun                              | 0 - 1                                 | Match amical                          | Titulaire.                                                            |
| 9.                                    | 28 mars 2017                          | Stade de Marrakech, Marrakech, Maroc           | Maroc                                 | 1 - 0                                 | Match amical                          | Titulaire.                                                            |
| 10.                                   | 26 mars 2019                          | Stade Mustapha-Tchaker, Blida, Algérie         | Algérie                               | 1 - 0                                 | Match amical                          | Rentre en jeu à la 71e minute à la place de Mohamed Dräger.           |

## Palmarès

### En club
Il remporte avec son équipe la supercoupe de Tunisie en 2024 puis le championnat de Tunisie en 2025.

### En sélection
Avec l'équipe de France des moins de 19 ans, il est finaliste de l'Euro des moins de 19 ans en 2013 mais est battu en finale par la Serbie sur le score d'un but à zéro.

## Style de jeu
Larry Azouni ne se considère « pas très costaud » pour un milieu défensif et mise ainsi plus sur « son anticipation, sa vision de jeu et sa qualité de passes ». Il est également un admirateur de Steven Gerrard.